# Yurua (distrito)
Yurua é um distrito peruano localizado na Província de Atalaya, região de Ucayali. Sua capital é a cidade de Breu.

## Transporte
O distrito de Yurua é servido pela seguinte rodovia:
- UC-105, que liga o distrito à cidade de Tahuanía [2][3][4]